# Зайтц, Франц фон
Франц фон Зайтц (нем. Franz von Seitz; 31 декабря 1817, Мюнхен — 13 апреля 1883, Мюнхен) — немецкий художник, преимущественно график и театральный декоратор. Отец Рудольфа фон Зайтца.

## Биография
Окончил Мюнхенскую академию. С 1855 года — художник-декоратор и костюмер Мюнхенского придворного театра, внёс значительный вклад во внешний вид многих постановок Вагнера. Выполнял также другие заказы, связанные с кругом интересов короля Людвига, — например, эскизы украшений для королевских шпаг.
Занимался иллюстрированием различных сочинений и особенно юмористическими арабесками. Им иллюстрированы бурлескная «Энеида» Алоиса Блюмауэра и стихотворения Франца фон Кобелля; кроме того, в течение некоторого времени он издавал иллюстрированный сатирический журнал Leuchtkugeln.
Художник умер в 1883 году и был похоронен на Старом южном кладбище в Мюнхене.